# 普华永道
普华永道（香港及澳门译作罗兵咸永道，简称 ）是跨国會計专业服务机构，在全球范围内提供会计、审计与咨询等专业服务。普华永道是四大会计师事务所之一，与毕马威、德勤和安永齐名。

## 沿革
普華永道前身為1849年成立的普华会计师事务所（Price Waterhouse）和1854年成立的永道会计师事务所（Coopers & Lybrand），1998年於伦敦合并成为了如今的普华永道（PricewaterhouseCoopers）。

### 普华
- 1849年，塞缪尔·普里斯（英语：Samuel Lowell Price）在伦敦开始了其会计师生涯[7]。1865年，普里斯与威廉·豪里兰德（英语：William Hopkins Holyland）及埃德温·华特豪斯（英语：Edwin Waterhouse）建立了合伙制的会计师事务所。豪里兰德在此之后很快在会计领域自谋发展。1874年，该事务所被命名为普里斯·华特豪斯（普华）公司（Price,Waterhouse&Co.）（“&Co.”的称谓在很久以后才被放弃）[7]。最初三人所签署的的合伙协议还可以在普华永道会计师事务所伦敦分所的办公大楼索斯华克大厦（Southwark Towers）里找到。
- 到19世纪晚期，普华作为一家会计师事务所已经取得了广泛的认可。为了应对英国和美国之间快速发展的贸易关系，在1890年，普华在纽约开办了一家分所[7]，并且随后，该分所得到了迅速的发展。而在1904年，英国的利物浦，普华也开设了自己的分所[7]；后来又在英国内部的主要地区不断开办新的事务所。而在国际业务上，由于普华每个国家和地区的机构和业务都是独立的，所以任何一个国家的分支机构都有强烈的开拓业务的愿望。而且普华在全世界的扩张不是通过国际范围的合并重组，而是通过建立合作关系的联盟完成的[7]。
- 1989年，为了获得足够的规模效应，普华和安达信曾经商谈合并的事宜；但事情最终由于双方在业务上的分歧（尤其是IBM的业务），最终谈判破裂[8]。

### 永道
- 1854年，威廉·库珀（英语：William Cooper (accountant)）在伦敦建立了自己的会计师事务所，由于他三个兄弟的加入，该事务所定名为库珀兄弟会计师事务所（Cooper Brothers）。[9]
- 1898年，罗伯·H·蒙哥马利（Rober H. Montgomery）、威廉·M·莱布兰德（William M. Lybrand）、小亚当·A·罗斯（Adam A. Ross）和他的兄弟T·爱德华·罗斯（T. Edward Ross）在美国成立了莱布兰德-罗斯兄弟-蒙哥马利会计师事务所（Lybrand, Ross Brothers and Montgomery）[6]。而上述两家事务所又在1957年合并成为永道[6]，此后它们又吸收了一家加拿大的会计师事务所。1990年，由于德勤的一部分子公司反对与塔奇·罗斯公司（Touche Ross）的合并，它们选择并入永道的英国分所，该分所也一度更名为永道德勤[6]，后于1992年恢复了永道的名称[10]。

### 合并
- 1998年，普华和永道为了扩大自身的规模，最终达成一致，合并成为了现今的普华永道会计师事务所[11]。

### 近期历史
- 20世纪90年代末期，普华永道建立了一家规模巨大、甚至与其主营的审计机构规模相同的专业咨询机构，这也为该事务所带来了可观的收入。虽然具有一定的周期性，但是该事务所的管理咨询服务（Management Consulting Services）仍然是它们增长速度最快的业务。支持这种增长的主要动力，是20世纪90年代它们提出的例如SAP R/3这样的企业资源整合系统。
- 不过，普华永道在经营方面也承受着很大的压力：为了避免利益冲突，该事务所并不为审计客户提供咨询方面的服务。由于该事务所的审计客户大部分是跨国的超大型企业，在一定程度上也制约了该事务所的发展。而这些服务它们只能外包给像ERP系统这样的机构。基于上述原因，安永成为了“四大”当中第一个出售自己咨询部门的事务所[12]。
- 随后，普华永道曾经计划把自己的咨询部门以170亿美元出售给惠普，但在2000年，双方最终因为难以达成一致而谈判破裂[13]。
- 2002年5月，普华永道宣布旗下的咨询业务将会单独组建一个企业实体。沃尔夫·奥林斯（英语：Wolff Olins）为这个筹划建立的新公司设计了商标——“星期一”（Monday）。这个新公司的首席执行官，格雷格·布伦尼曼宣称：为客户提供真实的、可行的、可识别的、全球性的和合适的咨询服务[14]。但是这项计划很快就被取代了。2002年10月，普华永道将其下咨询部门，以大约39亿美元的价格，通过现金和换股的方式，出售给了IBM。这个部门最终并入了IBM全球商务服务，也使得IBM相关业务能力大为提高，而且在相当程度上增长了IBM的盈利能力[15]。

## 事故
- 2017年2月，第89屆奧斯卡金像獎典禮中最後頒發最佳影片時，負責奧斯卡金像獎計票和保管信封的普华永道會計師將錯誤的信封誤交給頒獎嘉賓，導致直播過程中出現重大失誤。負責宣佈最佳影片獎得主的是華倫·比提和費·唐娜薇，比提打開信封後猶豫數秒，將信封交給唐娜薇，唐娜薇念出最佳影片獎得主是《La La Land》。在《La La Land》製片人發表感言的過程中，後台的普华永道工作人員發現比提拿錯了信封，立即上台告知劇組真正得主是《Moonlight》。《La La Land》製作人喬丹·霍洛維茨向觀眾宣佈這一結果，展示了正確信封中的結果並請《Moonlight》劇組登台領獎。比提也解釋稱自己的信封為最佳女主角的結果，信上顯示為「Emma Stone, La La Land」，因此在宣佈結果之前有所猶豫。普华永道隨後發表聲明，向兩個劇組、兩位頒獎嘉賓和觀眾「真誠致歉」，稱將調查失誤原因，並感謝兩個劇組、電影藝術與科學學院、美國廣播公司和主持人坎摩爾對此次事件的處理。
- 恆大債務危機相关审计问题
  - 2021年10月，香港會計監管機構宣布對普華永道對中國房地產公司恆大的審計進行調查。普華永道簽署了恆大2020年無保留意見帳目，但未提及其持續經營的不確定性。該公司本身也報告了對其在 2021 年半年度賬目中繼續運營的能力的擔憂。2023年1月，普華永道因對恆大2021年帳目審計有異議而辭職。一年後，於2024年2月，恆大清算人準備對普華永道提起潛在的訴訟。普華永道過去一年對恆大集團的過往帳目進行了翻修，引發了人們對其自身誠信度的強烈擔憂。該案合計詐騙金額預計超過1兆元人民幣。普華永道需要承擔多少責任還有待調查。据《金融时报》报道称，因恒大地产审计问题预计被中国当局实施为期六个月的业务禁令，将于2024年9月份开始[16]。
  - 2024年9月，中国财政部与中国证监会发布对恒大地产审计机构普华永道的处罚决定，协同罚款共计4.41亿元。同时普華永道的中國大陸業務被暂停经营业务6个月，普华永道广州分所被撤销，并解雇了6名合伙人以及5名直接参与审计工作的雇员[17][18][19]。因相关事件，3月18日至9月13日，至少有60家企业结束了与普华永道的合作，其中包括36家A股上市公司、7家香港上市公司、16家基金公司、非营利公司等。1家上市公司[20][21]。
  - 2025年2月11日，据《金融时报》披露，普华永道中国因恒大审计问题裁撤了66名合伙人，截至目前普华永道中国的合伙人减少了至少20%[22]。

## 全球架構

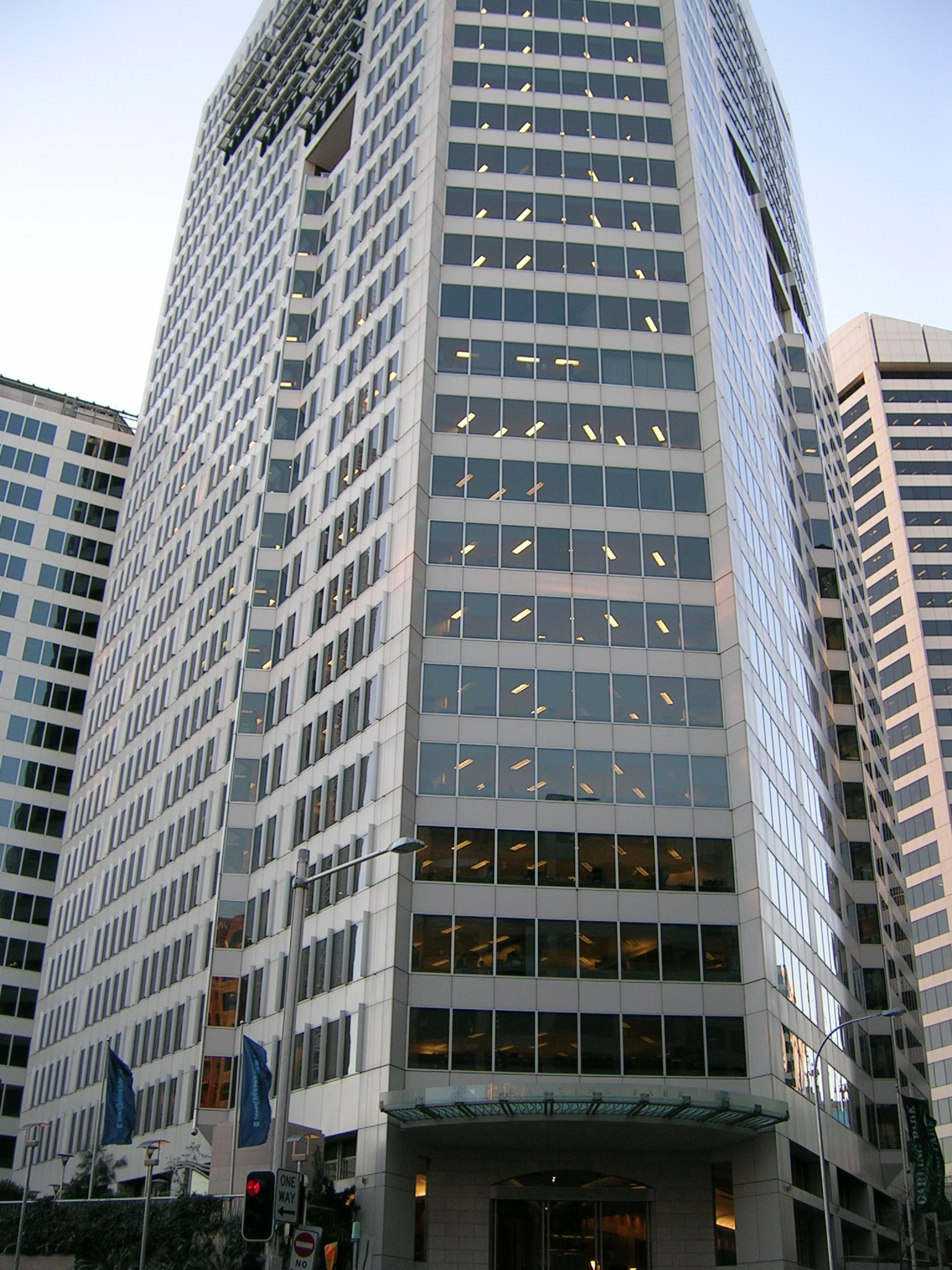
普华永道位于澳大利亚悉尼达令公园大厦分所

有限合伙企业在法律结构上和公司这个概念有着很大的差别；而对于这样一个全球性企业而言，它实际上是多家成员企业的集合；它们按照各自的权限自主运行。这些成员企业的高级合夥人是该企业全球市场股东中的一员，並由一家在英国註冊的總公司——普华永道国际有限公司（PriceWaterhouseCoopers International Limited）負責协调。目前該公司的CEO是萨穆尔·A·迪皮亚萨（Samuel A. DiPiazza Jr），他原先是永道的合夥人。

## 服务

### 全球业务
普华永道主要提供以下服務：
- 审计和担保
- 税务（编写符合当地法律的税务预算，转让价格等）
- 咨询，包括提供效率提升解决方案，提供某些方面（例如在会计或保险顾问方面的）的培训，以及并购事宜咨询和危机处理咨询

普华永道的服务一般会做如下的细化：
- 消费品和工业产品和服务（CIPS）[25]
- 金融服务（FS）[26]
- 技术、信息、通信和娱乐（TICE）[27]
- 私人公司服务（PCS）[28]

该企业提供的服务在不同地区可能有细微的变化。

### 咨询业务
- 普华永道目前已经制定出了一系列的企业风险管理（ERM）计划，包括一个促进企业全球业务及外包业务的激励计划，和[29]
- 目前咨询部门所提供的服务还包括保险咨询：保险管理解决方案（AIMS）；与此同时，还有人力资源服务（HRS）。这些服务主要包括：养老保险，人寿保险，意外保险和投资型保险，其中AIM主要涉及寿险和财险，而HRS主要面向养老保险[30]。
- 普华永道现在也为华盛顿联邦实践署（WFP）服务。该事务所拥有超过2000名雇员的总部，就设立于华盛顿地铁走廊大楼之中[31]。

### 商定程序

#### 普華永道中天會計師事務所（特殊普通合夥）
- 為中國愛奇藝選秀節目《青春有你2》《青春有你3》，以及騰訊選秀節目《創造營2020》，作為獨立第三方專業機構為投票結果執行商定程序。包括計票過程執行、檢驗工作。

#### 三逸PWC
- 為韓國mnet選秀節目《BOYS PLANET》《BOYS II PLANET》的投票系統從統計到結果計算，獨立的外部專業機構的驗證，包括投票相關過程的透明性和公正性。

## 主要客户
普华永道欧洲区和北美区的业务收入占到了该事务所总收入的81%，其中欧洲部分就占到了45%；按业务区分，审计作为普华永道的主营业务，它的收入占到了总收入的50%。
- 普华永道的客户包括埃克森美孚、福特汽车、雪佛龙德士古和IBM。该事务所同时也为全英十大上市公司中的四家提供服务。
- 自1934年起，普华永道就得到了美国电影艺术与科学学院的授权，成为了奥斯卡奖独家投票审计机构[33]。
- 目前，普华永道的客户面覆盖了40%的金融时报1000指数的标的企业[34]和45%“财富100”能源公司[35]。

以下列举了部分普华永道曾经或现在的部分客户名單：
- 制造业：雷神公司、联合技术公司、L-3通信（英语：L-3 Communications Corporation）、固特异、丰田汽车公司、大众汽车、标致汽车、罗伯特·博世有限公司、福特汽车、雷基特、卡特彼勒、沃尔沃、高露洁-棕榄、欧莱雅、耐克、历峰集团、思科、康宁公司、戴尔、EMC、爱立信、鸿海精工、诺基亚、高通公司、三星、意法半导体、安捷伦、京瓷、LG-飞利浦、罗技、昂納光通信、冠捷科技、天虹紡織、史華曲集團、揚子江船業、宏威科技、中遠投資、保時捷、寰邦科技、林增控股
- 金融业：阿富汗国际银行（英语：Afghanistan International Bank）、阿斯卡利银行（英语：Askari Bank）、恒大集团 、AJK银行、阿尔·拉吉投资银行、美国银行、中国银行、民生银行、中信银行、中國人寿、爱尔兰银行、伊塔乌投资银行、宝培拉银行集团、巴克莱银行、法国农业信贷银行、BB&T公司（英语：BB&T）、法国巴黎银行、布拉德斯科银行（英语：Banco Bradesco）、德国商业银行、德克夏银行、挪威DnB NOR银行（英语：DnB NOR）、Firstrand银行有限公司、富通集团、高盛、摩根大通、劳埃德TSB集团、麦格理银行、利雅得银行、香港交易所、意大利圣保罗IMI银行（英语：Sanpaolo IMI）、俄罗斯联邦储蓄银行、瑞典北欧斯安银行（英语：Skandinaviska Enskilda Banken）、标准银行集团、西太平洋银行、美国运通、房地美、大豐銀行、富兰克林邓普顿基金（英语：Franklin Resources）、日兴证券（英语：Nikko Cordial）、萨利美、美国国际集团、忠利保险、安盛集团、法通保险（英语：Legal & General）、前进保险（英语：Progressive Corporation）、保德信金融、标准人寿、瑞士再保险、蘇黎世金融服務集團、新加坡交易所、豐樹產業、永泰控股、美國運通、滙豐集團、友邦保險
- 政府及公營機構：西九文化區管理局、香港申訴專員公署、肺塵埃沉著病補償基金委員會、僱員再培訓局
- 矿业：力拓、淡水河谷、美铝、新日本制铁、纽克钢铁（英语：Nucor）、 特纳瑞斯（英语：Tenaris）、巴里克黄金、纽蒙特矿业
- 食品加工业：安海斯-布希、美樂釀酒公司、南非啤酒、达能、家乐氏、卡夫、联合利华、西藏5100、中國休閒食品、旺旺中國、西王糖業
- 日用化工业：阿尔比马勒（英语：Albemarle）、杜邦、普莱克斯、罗姆哈斯
- 能源业：俄罗斯统一电力公司（英语：RAO UES）、中部电力、第一能源（英语：FirstEnergy）、艾索倫電力、爱特克（英语：ATCO）、阿莫林、森特理克、E.ON, 莱茵集团、英国国家电力供应公司、英国天然气公司（英语：British Gas plc）、伯灵顿资源、加拿大自然资源有限公司、埃克森美孚、中国石油、雪佛龙、加拿大能源公司、埃尼、帝国石油、森科能源公司（英语：Suncor Energy）、马拉松石油、壳牌公司、斯伦贝谢
- 通信业：南方贝尔、英国电信、阿联酋电信、荷兰皇家KPN电信、印尼电信（英语：Telkom Indonesia）、沙特电信、奥特尔（英语：Alltel）、KDDI、MTN集团、特利亚电信、中国电信
- 零售业：Krispy Kreme、7-11便利店、乐购、eBay、GUS（英语：GUS (retailer)）、马莎百货、A&F
- 通用工业：3M、霍尼韦尔、和记黄埔、許兄弟、澳大利亞羊毛創意股份有限公司
- 物流业：伯灵顿北方圣塔菲公司、德国邮政、傅長春儲運
- 传媒及娛樂业：哥伦比亚广播公司、汤姆逊路透、维亚康姆、华特迪士尼公司、培生集团、TVB、雲頂集團、雲頂香港、雲頂新加坡、阿里巴巴、腾讯控股、微博、美团
- 医药产业：拜耳、生化基因、施贵宝、尖占、葛兰素史克、强生、默克大药厂、诺华公司、诺和诺德、赛诺菲－安万特、惠氏、百特国际、南方保健（英语：HealthSouth Corporation）、美可保健（英语：Medco Health Solutions）、美敦力、日美尔控股、南十字保健（英语：Southern Cross Healthcare (United Kingdom)）、必瘦站、迈瑞医疗
- 电脑软件服务业：任天堂、IBM、雅虎、真理软件（英语：Satyam）
- 体育产业：劳伦斯世界体育奖、北京2022年冬奥会和冬残奥会官方财务会计服务供应商
- 烟草行业：奥驰亚、英美烟草、帝国烟草、ITC
- 旅游休闲行业：嘉年华油轮公司、拉斯维加斯金沙集团、Skycity赌城、北京首旅

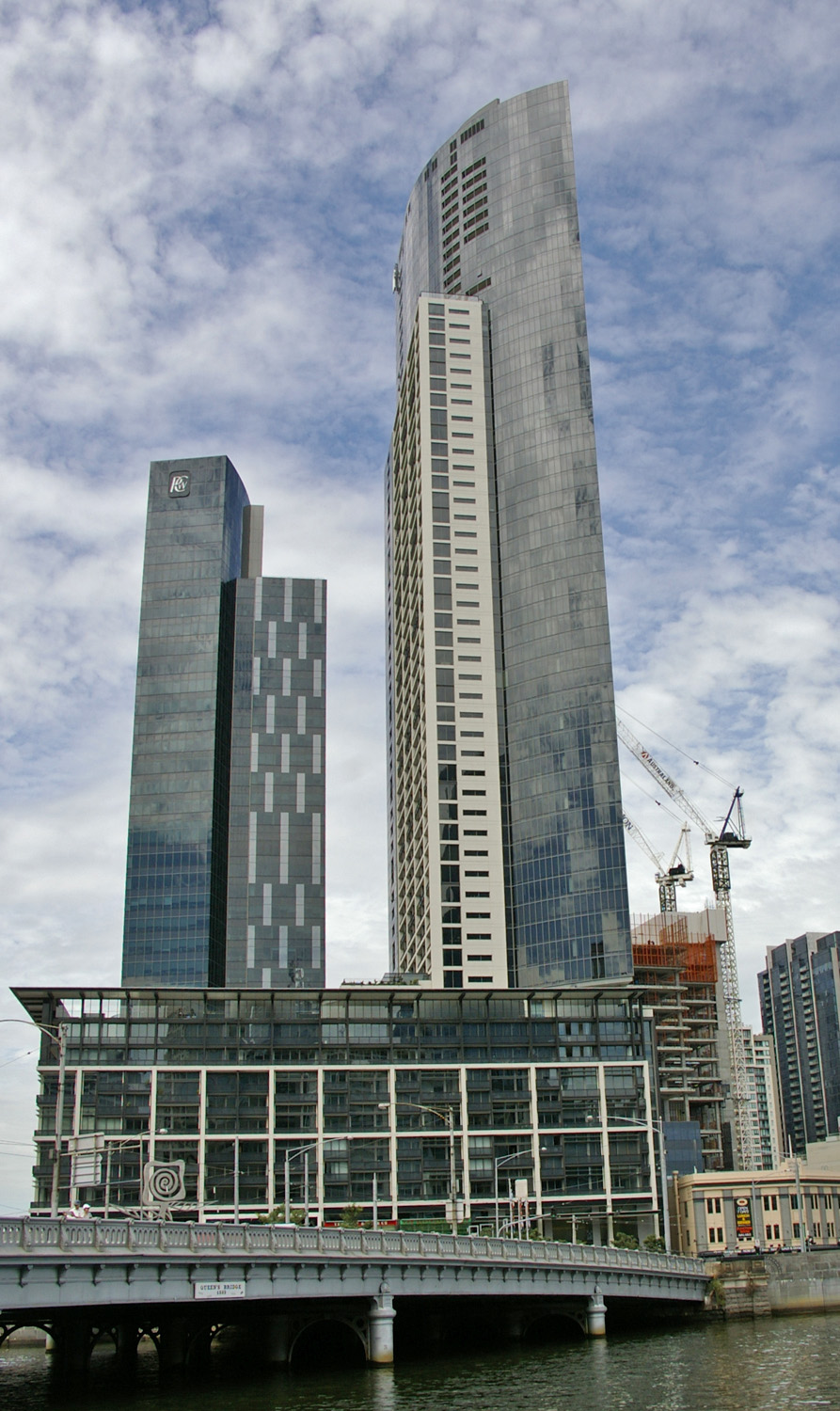
普华永道位於墨尔本南岸的摩天大楼

## 全球布局

### 東北亞區加盟所
以下列出PwC東北亞區的加盟會計師事務所，各加盟所在法律上為獨立個體：

#### 中國大陆
- 普华永道中天会计师事务所（特殊普通合伙） PricewaterhouseCoopers Zhong Tian LLP

#### 港澳
- 羅兵咸永道會計師事務所  PricewaterhouseCoopers
  - 1909年，香港羅兵咸會計師事務所（Lowe, Bingham & Matthews）透過合併成立
  - 1962年，容永道會計師事務所成立
  - 1965年，容永道會計師事務所加盟Coopers & Lybrand網絡
  - 1974年，香港羅兵咸會計師事務所加盟Pricewaterhouse International網絡
  - 1998年，容永道會計師事務所與羅兵咸會計師事務所跟隨國際網絡合併，港澳事務所更名為「羅兵咸永道會計師事務所」

#### 日本
- PwC新有限责任监查法人 PricewaterhouseCoopers Aarata LLC
- PwC京都监查法人 PricewaterhouseCoopers Kyoto

#### 韓國
- 三逸PWC Samil PWC

#### 臺灣
- 資誠聯合會計師事務所 （會計師法規定之聯合會計師事務所） PricewaterhouseCoopers Taiwan

## 教育訓練與員工福利
普华永道拥有自己的一套培训系统。最近，该事务所在财富杂志评选出的“2009百佳雇主”当中排名第58。。在英国，该事务所也连续五年荣登泰晤士报评选的毕业生百佳雇主的首位。同时，也是最适合主婦上班族工作的十家企业之一。2008年10月，加拿大传媒集团将普华永道选为“加拿大前100大雇主”之一，并且麦克林新闻杂志也对此事作了报道。随后，该事务所也被评为“多伦多最佳雇主”之一。在爱尔兰，普华永道也受到了上班族的支持。

## 赞助
普华永道是世界足坛劲旅荷兰国家足球队的赞助商。

## 知名雇员

### 商界
- 容永道 容永道会计师事务所创办人，后合并入普华永道
- 李錦滔
- 乔·普莱斯 美国银行 CFO
- 弗兰克·布朗 欧洲工商管理学院 前咨询服务部门领导人
- 芭芭拉·凯撒尼 Go Gly航空公司前CEO、2012年伦敦奥运会组委会委员
- 西尼亚·库珀 内部审计师、世通会计丑闻揭发者
- 罗伯特·达尔特 加拿大商人、慈善家
- 大卫·吉尔 曼彻斯特联足球俱乐部 主席
- 乔纳森·霍威尔 伦敦证券交易所 财务总监
- 玛格丽特·杰克逊 澳航 主席（2000年至今）
- 菲尔·奈特 耐克 共同创始人兼董事长
- 克里斯·卢卡斯 巴克莱银行 财务总监
- 丹尼斯·鲍威尔 思科 CFO
- 詹姆斯·西罗 蘇黎世金融服務集團 CEO
- 詹姆斯·施耐德 戴尔 CFO
- 弗雷德里克·亨德尔森 通用汽车 CFO
- 彼得·史密斯 萨维尔斯地产代理公司 主席
- 亨利·斯特恩顿 独立电视台 财务总监（2003年至今）
- 约翰·祖玛 美铁 主席兼CEO（2004年至今）
- 尤金·特南鲍姆 米尔豪斯资本英国分公司 常务经理
- 闵祝 网讯 共同创始人
- 理查德·麦丁斯 渣打银行 财务总监
- 詹卢卡·米亚迪 普华永道网络社区xPrice.biz 创始人兼合伙人
- 迈克尔·施罗特曼 克罗格公司 CFO

### 政界
- 小威廉·雷诺兹·阿彻 德克萨斯州第7届国会选区联邦代表（1971年-2001年）、众议院筹款委员会前任主席（ 1995-2001年）
- 史蒂文·西奥波 澳大利亚众议员（2001年至今）
- 贾斯汀·格林宁 英国国会保守党议员（2005年至今）
- 大卫·西斯科特-阿莫里 英国国会保守党议员（1983年至今）
- 马克·霍班 英国国会保守党议员（2001年至今）
- 约翰·刘 纽约市议员（2001年至今）
- 杰弗里·路西 澳大利亚证券与投资委员会前主席（2004年-2007年）
- 罗伯特·麦克纳马拉 美国国防部部長（1961年–1968年）、世界银行行长（1968年–1981年）
- 莫滕梅尔 挪威现代化部长（2001年–2005年）
- 弗朗西斯·普洛登 司法任命委员会委员
- 谢尔盖·沙塔洛夫 俄罗斯财政部副部长（2000年至今）
- 约翰·斯图塔特 伦敦市长（2006年）
- 保罗·萨博 加拿大下议院议员（1993年至今）
- 史蒂芬·威廉姆斯 英国自民党议员（2005年至今）
- 查理·麦克里维 爱尔兰财政部长（1997年-2004年）、欧盟执委（2004年至今）
- 马哈茂德·穆罕默德 巴林财政部长（2008年至今）

### 其他
- 皮达尔·安德鲁斯 盖尔足球运动员
- 保罗·贝尔纳多 加拿大连环杀手[42]
- 吉斯·布拉德肖 板球运动员
- 埃德温·弗莱克 澳大利亚田径运动员
- 杰弗里·莱曼 澳大利亚诗人
- 玛丽莎·佩索尔 作家
- 普兰诺依·罗伊 印度记者
- 恩里克·萨拉索拉 西班牙工业学家
- 托马斯·沙利文 脱口秀主持人
- 万亚·沃塔 OLPC项目独立发言人[43]

## 延伸阅读
- 《真实与公平：普华永道的历史》（True and Fair: A History of Price Waterhouse）,Jones, E., 1995, Hamish Hamilton, ISBN 0-241-00172-2
- 《永道早期历史》（An Early History of Coopers & Lybrand）, 1984, Garland Publishing Inc., ISBN 978-0-8240-6319-1